# 基拉·奥斯汀
基拉·奥斯汀（英語：Kiera Austin，1997年8月26日—），生于悉尼，澳大利亚女子篮网球运动员。她曾代表澳大利亚参加2022年英联邦运动会篮网球比赛，获得一枚金牌。